# L'isola del peccato (film 1952)
L'isola del peccato (Saturday Island) è un film del 1952 diretto da Stuart Heisler.

## Trama
Seconda guerra mondiale, il tenente Elizabeth Smythe e il caporale Michael Dugan si ritrovano su di un'isola sperduta, dopo che la nave ospedale sulla quale viaggiavano è affondata a causa di una mina.
La convivenza sembra funzionare almeno fino a quando non precipita un aereo, il cui pilota, William Peck, sopravvissuto ma ferito, viene curato dal tenente scatenando la gelosia del caporale.
Finalmente vengono tratti in salvo e il pilota capisce che il sentimento per il tenente non è vero amore.